# アレックス・カッブ
- アレックス・コブ

アレクサンダー・ミラー・カッブ（Alexander Miller Cobb, 1987年10月7日 - ）は、アメリカ合衆国マサチューセッツ州ボストン生まれ、フロリダ州インディアンリバー郡ベロビーチ出身のプロ野球選手（投手）。右投右打。MLBのデトロイト・タイガース所属。愛称はスワン。
メディアによっては「コブ」とも表記される。

## 経歴

### プロ入り前
フロリダ州ベロビーチで育った少年時代には当時ロサンゼルス・ドジャースが同地のドジャー・タウンでスプリングトレーニングを行っており、その期間中のプレシーズン・ゲームでバットボーイをしていた。

### プロ入りとレイズ時代

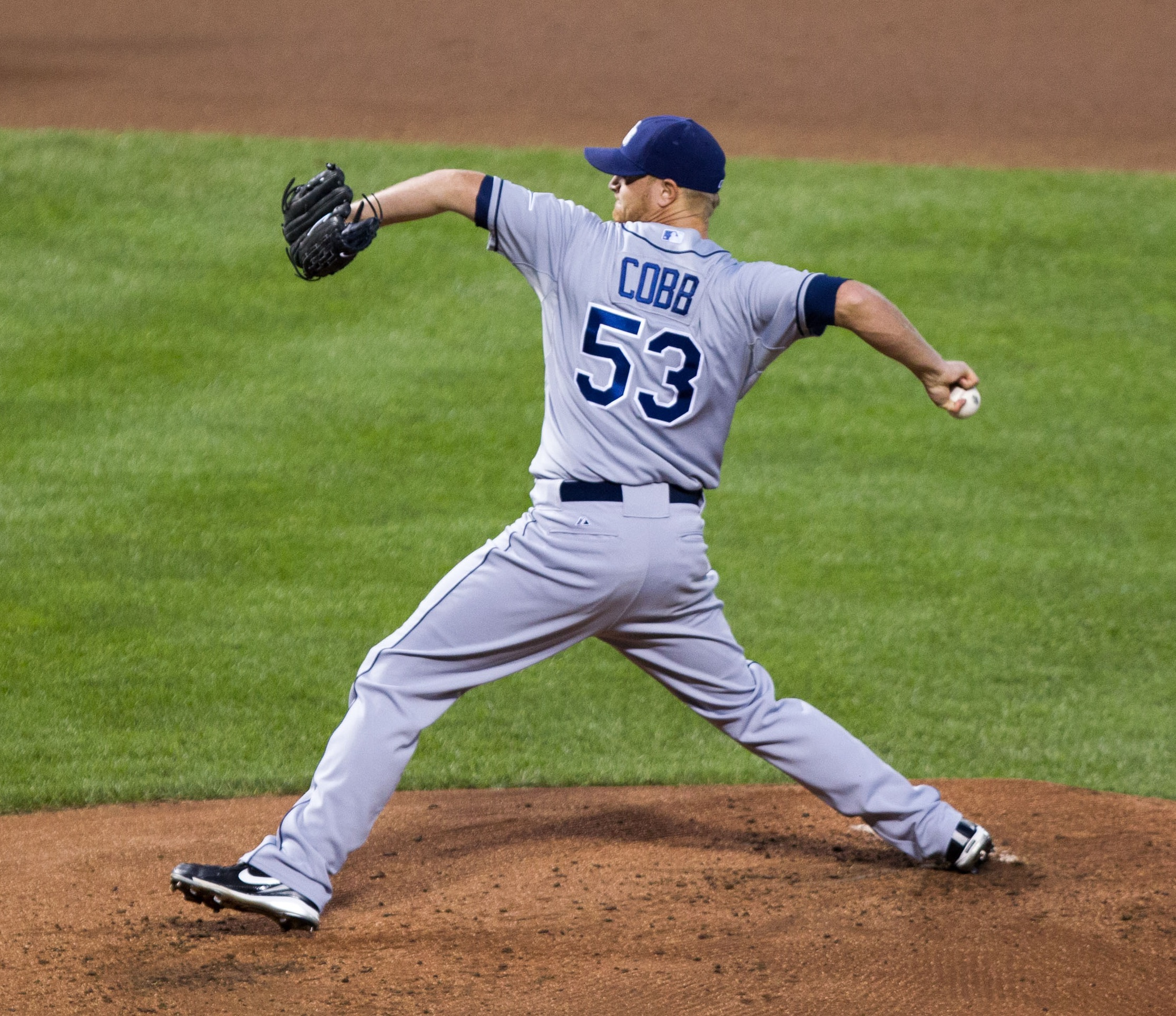
タンパベイ・レイズ時代
（2012年9月12日）

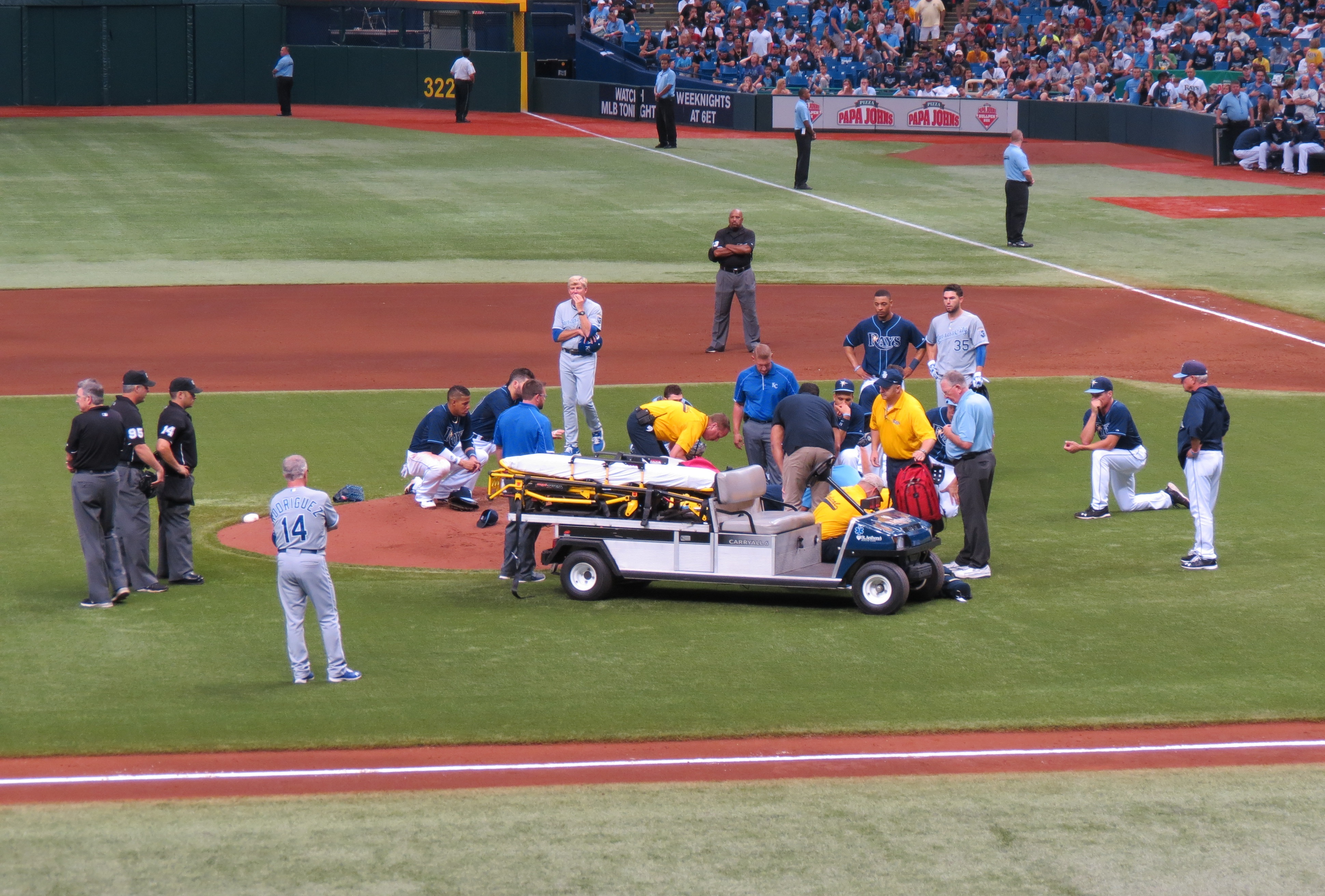
頭部に打球を受けて搬送されるカッブ
（2013年6月15日）

2006年のMLBドラフト4巡目（全体109位）でタンパベイ・デビルレイズから指名されプロ入り。
2011年5月1日のロサンゼルス・エンゼルス戦でメジャーデビュー。この1試合の先発のみで、一旦傘下のAAA級ダーラム・ブルズへ降格したが、5月31日に再昇格した。6月7日のエンゼルス戦で6.1回を1失点に抑え、メジャー初勝利を挙げた。
2012年は、5月にジェフ・ニーマンが負傷により長期離脱した影響でMLBに昇格した。先発ローテーションに定着し、2完投（1完封）を含む11勝を記録した。他の先発投手のジェームズ・シールズ、デビッド・プライス、マット・ムーア、ジェレミー・ヘリクソンの全員が2桁勝利を記録した。
2013年は、6月15日のカンザスシティ・ロイヤルズ戦でエリック・ホズマーの打球が頭部を直撃し、その後2ヵ月離脱したものの、最終的に前年と同じ11勝、防御率2.76と好成績を残した。また、10月1日に行われたクリーブランド・インディアンスとのワイルドカードゲームでは先発を務め、7回途中まで無失点で勝利投手となった。
2014年、前年のカッブの頭部直撃事故などを受けて投手のための防具の開発が進み、MLBによって使用が承認されたが、大きな見た目もあって普及しなかった。この年は初めて規定投球回に到達し、3年連続の2桁勝利となる10勝を挙げた。
2015年は早々に開幕投手に指名されていたが、開幕を故障者リストで迎えた。さらに5月には右肘尺側側副靭帯の部分断裂が判明し、トミー・ジョン手術を受ける事となり、同年中の復帰は絶望となった。
2016年9月2日、1年と約4ヵ月ぶりにメジャーのマウンドに復帰した。復帰直後という事もあり、同年は5試合の先発登板で防御率8.59、1勝2敗という内容だった。
2017年は開幕から先発ローテーションに復帰し、7月21日のテキサス・レンジャーズ戦では同じくトミー・ジョン手術を受けた相手先発のダルビッシュ有と、両者8回3失点の投げ合いを演じた。オフの11月2日にFAとなった。球団は1年1740万ドルのクオリファイング・オファーを提示したが、11月16日に拒否した。ドラフト同期で同じ誕生日でもあるエバン・ロンゴリアとは期せずして同じ年に退団することとなった。

### オリオールズ時代

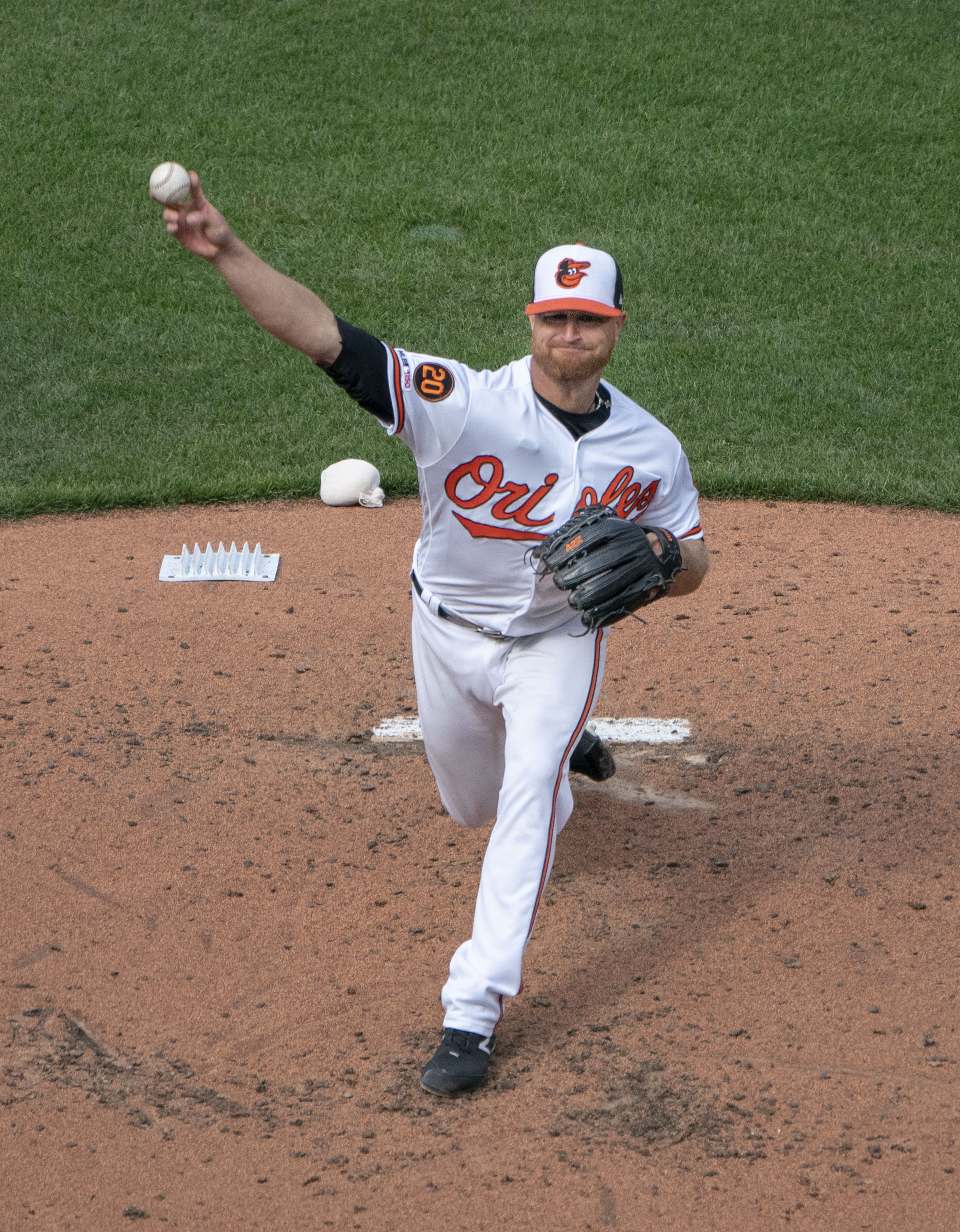
ボルチモア・オリオールズ時代
（2019年4月4日）

2018年3月21日にボルチモア・オリオールズと4年総額5700万ドルで契約を結んだ。9月23日に水ぶくれを悪化させたため、シーズンの残りの期間は欠場することになった。4年契約の最初のシーズンを28試合先発登板で5勝15敗で152.1回を投げて102奪三振、防御率4.90を記録した。
2019年3月13日に球団から開幕投手に指名された。1週間後、10日間の故障者リストに入って開幕を迎えた。4月28日に腰椎の緊張で3回目の故障者リストに入る。怪我までの成績は、12.1回を投げ9本塁打を許していた。5月22日に60日間の故障者リストに異動された。6月11日には股関節の手術を受ける必要があることが明らかになり、残りのシーズンを欠場した。被打球平均速度94.9mph（約152.7km/h）はMLBで最も高く、また痛打率も最も高かった。
2020年は60試合制の短縮シーズンで、7月の開幕から10試合に先発登板して2勝5敗、防御率4.30などを記録した。

### エンゼルス時代
2021年2月2日にジャーメイ・ジョーンズ、金銭とのトレードで、エンゼルスへ移籍した。残り1年1500万ドルの契約のうち、オリオールズが1000万ドルを負担する。ディラン・バンディ、アンドリュー・ヒーニーに次ぐ先発3番手として開幕し、先発ローテーションの一角として8勝を記録した。オフの11月3日にFAとなった。

### ジャイアンツ時代

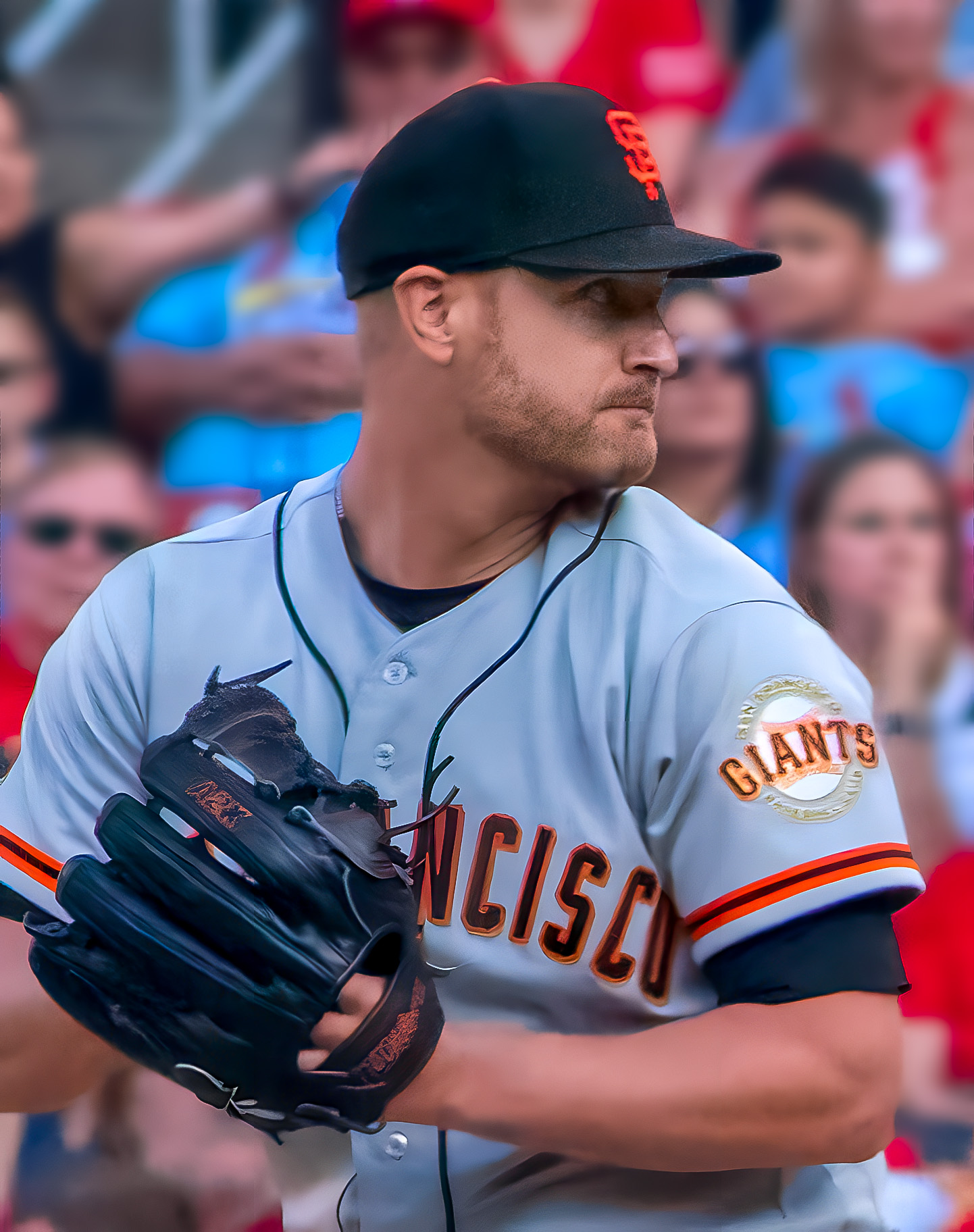
サンフランシスコ・ジャイアンツ時代
（2023年6月13日）

2021年11月30日にサンフランシスコ・ジャイアンツと2年総額2000万ドルの契約を結んだ。
2023年7月8日に辞退したブライス・エルダーの代替選手としてオールスターゲームに初選出された。

### ガーディアンズ時代
2024年7月30日にジェイコブ・ブレスナハン、ネイト・ファーマンとのトレードで、クリーブランド・ガーディアンズに移籍した。9月1日のピッツバーグ・パイレーツ戦では6回まで完全試合を継続していたが、7回先頭のアイザイア・カイナー＝ファレファの投手ゴロを失策して出塁を許し、降板となった。オフの11月3日にFAとなった。

### タイガース時代
2024年12月10日にデトロイト・タイガースと1500万ドルの1年契約を結んだ。オプションとしてイニング数に応じて最大200万ドルの出来高が含まれる。

## 選手としての特徴
平均球速91mph（約146km/hのフォーシームとツーシーム、平均79mph（約127km/h）のナックルカーブ、平均85mph（約137km/h）のチェンジアップを投げる。
2017年からはチェンジアップをやめて、代わりにスプリッターを投げるようになった。さらに同年からフォーシームをほとんど投げなくなった。さらに、2021年からはスライダーも投げている。

## 詳細情報

### 年度別投手成績
| 年 度     | 球 団     | 登 板 | 先 発 | 完 投 | 完 封 | 無 四 球 | 勝 利 | 敗 戦 | セ 丨 ブ | ホ 丨 ル ド | 勝 率 | 打 者 | 投 球 回 | 被 安 打 | 被 本 塁 打 | 与 四 球 | 敬 遠 | 与 死 球 | 奪 三 振 | 暴 投 | ボ 丨 ク | 失 点 | 自 責 点 | 防 御 率 | W H I P |
| --------- | --------- | ----- | ----- | ----- | ----- | -------- | ----- | ----- | -------- | ----------- | ----- | ----- | -------- | -------- | ----------- | -------- | ----- | -------- | -------- | ----- | -------- | ----- | -------- | -------- | ------- |
| 2011      | TB        | 9     | 9     | 0     | 0     | 0        | 3     | 2     | 0        | 0           | .600  | 224   | 52.2     | 49       | 3           | 21       | 1     | 1        | 37       | 2     | 0        | 21    | 20       | 3.42     | 1.33    |
| 2012      | TB        | 23    | 23    | 2     | 1     | 1        | 11    | 9     | 0        | 0           | .550  | 569   | 136.1    | 130      | 11          | 40       | 2     | 9        | 106      | 8     | 1        | 67    | 61       | 4.03     | 1.25    |
| 2013      | TB        | 22    | 22    | 1     | 0     | 0        | 11    | 3     | 0        | 0           | .786  | 578   | 143.1    | 120      | 13          | 45       | 4     | 3        | 134      | 5     | 1        | 46    | 44       | 2.76     | 1.15    |
| 2014      | TB        | 27    | 27    | 0     | 0     | 0        | 10    | 9     | 0        | 0           | .526  | 681   | 166.1    | 142      | 11          | 47       | 1     | 10       | 149      | 8     | 0        | 56    | 53       | 2.87     | 1.14    |
| 2016      | TB        | 5     | 5     | 0     | 0     | 0        | 1     | 2     | 0        | 0           | .333  | 104   | 22.0     | 32       | 5           | 7        | 0     | 0        | 16       | 0     | 0        | 22    | 21       | 8.59     | 1.77    |
| 2017      | TB        | 29    | 29    | 0     | 0     | 0        | 12    | 10    | 0        | 0           | .545  | 742   | 179.1    | 175      | 22          | 44       | 2     | 6        | 128      | 8     | 1        | 78    | 73       | 3.66     | 1.22    |
| 2018      | BAL       | 28    | 28    | 1     | 0     | 0        | 5     | 15    | 0        | 0           | .250  | 661   | 152.1    | 172      | 24          | 43       | 5     | 4        | 102      | 4     | 1        | 93    | 83       | 4.90     | 1.41    |
| 2019      | BAL       | 3     | 3     | 0     | 0     | 0        | 0     | 2     | 0        | 0           | .000  | 60    | 12.1     | 21       | 9           | 2        | 0     | 0        | 8        | 0     | 0        | 16    | 15       | 10.95    | 1.86    |
| 2020      | BAL       | 10    | 10    | 0     | 0     | 0        | 2     | 5     | 0        | 0           | .286  | 226   | 52.1     | 52       | 8           | 18       | 0     | 2        | 38       | 1     | 0        | 27    | 25       | 4.30     | 1.34    |
| 2021      | LAA       | 18    | 18    | 0     | 0     | 0        | 8     | 3     | 0        | 0           | .727  | 393   | 93.1     | 85       | 5           | 33       | 0     | 3        | 98       | 4     | 0        | 46    | 39       | 3.76     | 1.26    |
| 2022      | SF        | 28    | 28    | 0     | 0     | 0        | 7     | 8     | 0        | 0           | .467  | 631   | 149.2    | 152      | 9           | 43       | 0     | 3        | 151      | 4     | 1        | 72    | 62       | 3.73     | 1.30    |
| 2023      | SF        | 28    | 28    | 2     | 1     | 0        | 7     | 7     | 0        | 0           | .500  | 646   | 151.1    | 163      | 19          | 37       | 0     | 6        | 131      | 7     | 5        | 69    | 65       | 3.87     | 1.32    |
| 2024      | CLE       | 3     | 3     | 0     | 0     | 0        | 2     | 1     | 0        | 0           | .667  | 62    | 16.1     | 14       | 1           | 3        | 0     | 0        | 10       | 0     | 0        | 7     | 5        | 2.76     | 1.04    |
| MLB：13年 | MLB：13年 | 233   | 233   | 6     | 2     | 1        | 79    | 76    | 0        | 0           | .510  | 5577  | 1327.2   | 1307     | 140         | 383      | 15    | 47       | 1108     | 51    | 10       | 620   | 566      | 3.84     | 1.27    |

- 2024年度シーズン終了時

### 年度別守備成績
| 年 度 | 球 団 | 投手（P） | 投手（P） | 投手（P） | 投手（P） | 投手（P） | 投手（P） |
| 年 度 | 球 団 | 試 合     | 刺 殺     | 補 殺     | 失 策     | 併 殺     | 守 備 率  |
| ----- | ----- | --------- | --------- | --------- | --------- | --------- | --------- |
| 2011  | TB    | 9         | 5         | 6         | 1         | 0         | .917      |
| 2012  | TB    | 23        | 18        | 27        | 1         | 3         | .978      |
| 2013  | TB    | 22        | 7         | 20        | 1         | 1         | .964      |
| 2014  | TB    | 27        | 7         | 22        | 4         | 3         | .879      |
| 2016  | TB    | 5         | 1         | 6         | 1         | 0         | .875      |
| 2017  | TB    | 29        | 15        | 26        | 3         | 1         | .932      |
| 2018  | BAL   | 28        | 11        | 17        | 0         | 1         | 1.000     |
| 2019  | BAL   | 3         | 0         | 3         | 0         | 0         | 1.000     |
| 2020  | BAL   | 10        | 1         | 8         | 2         | 0         | .818      |
| 2021  | LAA   | 18        | 10        | 14        | 1         | 0         | .960      |
| 2022  | SF    | 28        | 19        | 27        | 0         | 4         | 1.000     |
| 2023  | SF    | 28        | 7         | 20        | 3         | 2         | .900      |
| 2024  | CLE   | 3         | 2         | 3         | 0         | 1         | 1.000     |
| MLB   | MLB   | 233       | 103       | 199       | 17        | 16        | .947      |

- 2024年度シーズン終了時
- 各年度の太字はリーグ最高

### 記録
- オールスターゲーム選出：1回（2023年)
- 1イニング4奪三振：1回（2013年5月10日）

### 背番号
- 53（2011年 - 2017年）
- 17（2018年 - 2020年）
- 38（2021年 - ）